# Pejškov (Tišnov)
Pejškov je vesnice, část města Tišnov v okrese Brno-venkov v Jihomoravském kraji. Nachází se v Křižanovské vrchovině, asi 5 km na jihozápad od Tišnova. Žije zde 63 obyvatel.
Pejškov leží v katastrálním území Pejškov u Tišnova o rozloze 2,83 km².

## Historie
První písemná zmínka o vsi je z roku 1390. Od roku 1850 do 70. let 19. století spadal Pejškov k Deblínu, poté byl samostatnou obcí. Součástí Tišnova je od roku 1986.

## Obyvatelstvo
| Rok            | 1869 | 1880 | 1890 | 1900 | 1910 | 1921 | 1930 | 1950 | 1961 | 1970 | 1980 | 1991 | 2001 | 2011 | 2021 |
| -------------- | ---- | ---- | ---- | ---- | ---- | ---- | ---- | ---- | ---- | ---- | ---- | ---- | ---- | ---- | ---- |
| Počet obyvatel | 113  | 125  | 109  | 97   | 88   | 82   | 102  | 59   | 69   | 57   | 32   | 21   | 24   | 40   | 63   |
| Počet domů     | 17   | 18   | 18   | 18   | 20   | 22   | 24   | 30   | 22   | 20   | 14   | 26   | 28   | 33   | 32   |

Vývoj počtu obyvatel

## Pamětihodnosti
- Bývalá rychta čp. 3 – klasicistní usedlost s původní dispozicí a hospodářskými objekty
- Klasicistní kamenná boží muka, datovaná 1797

## Galerie

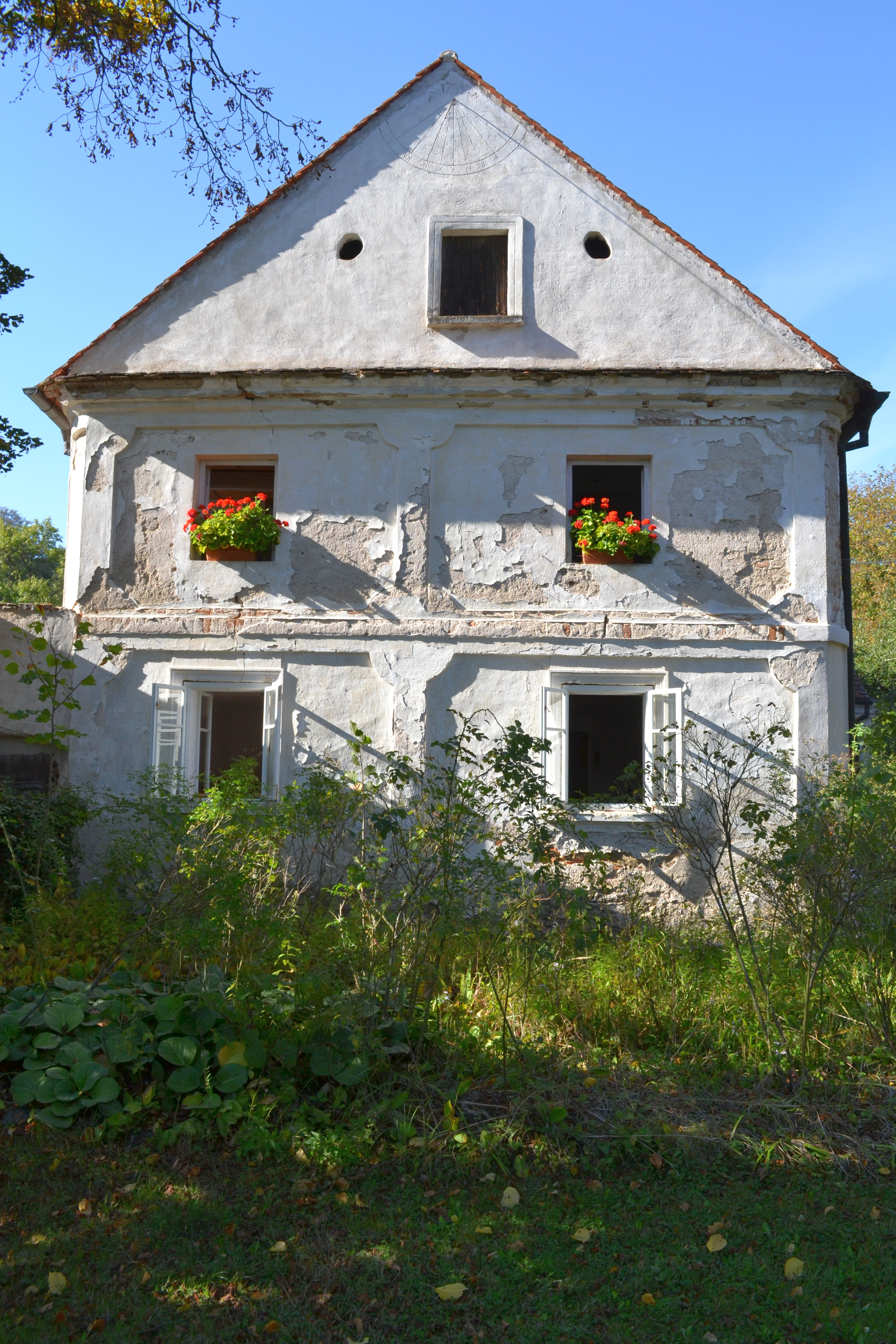
Rychta čp. 3
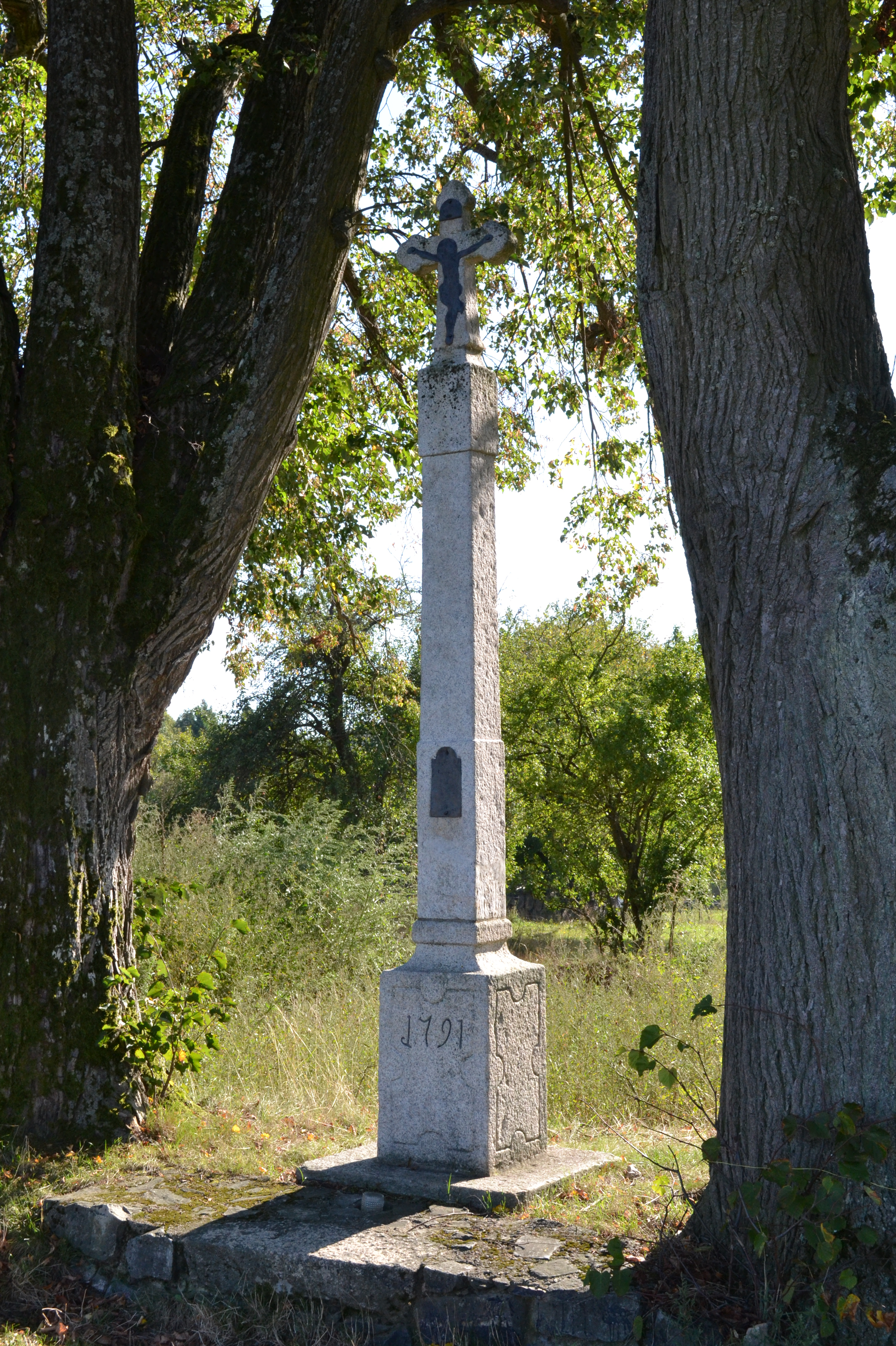
Boží muka
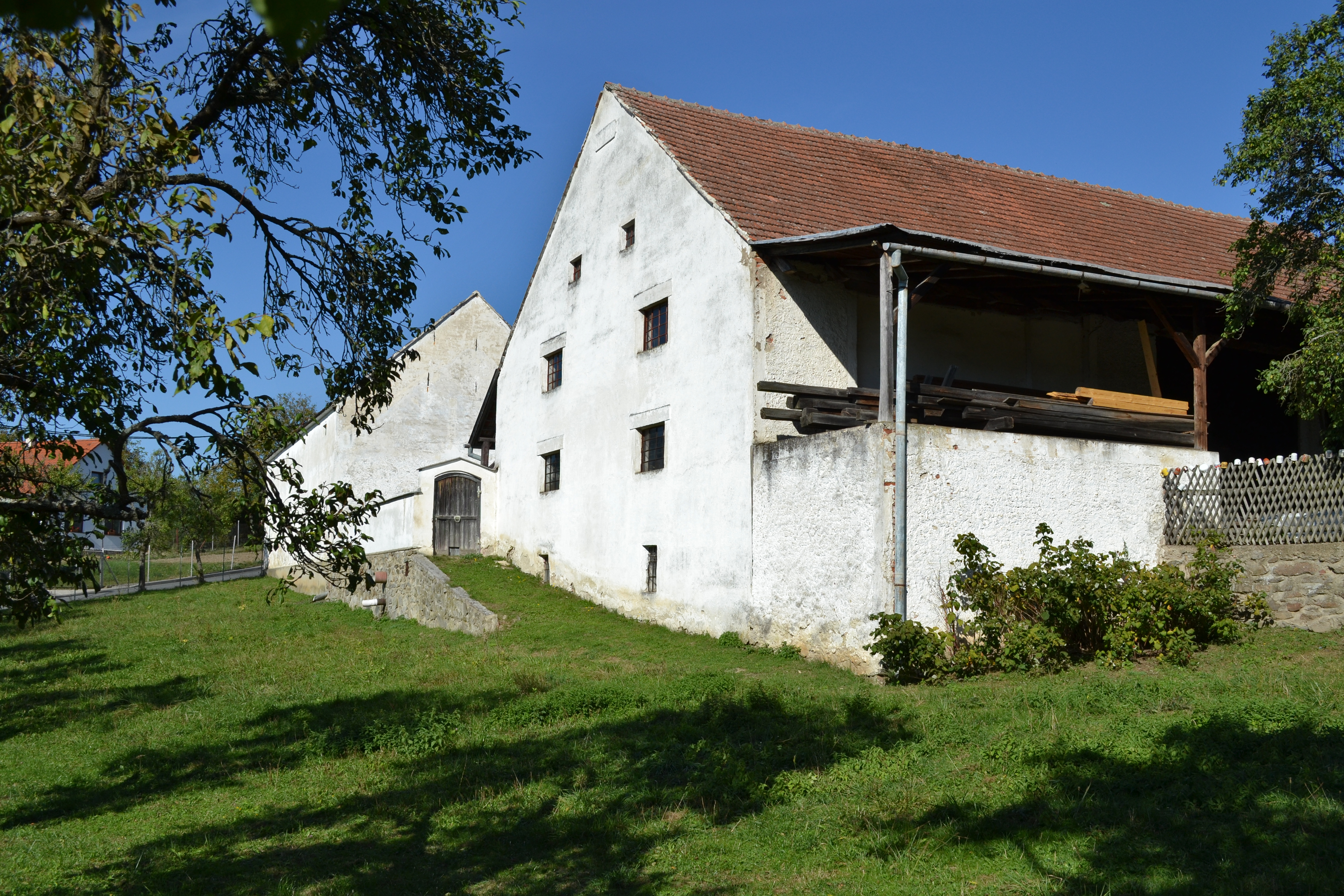
Usedlost čp. 6
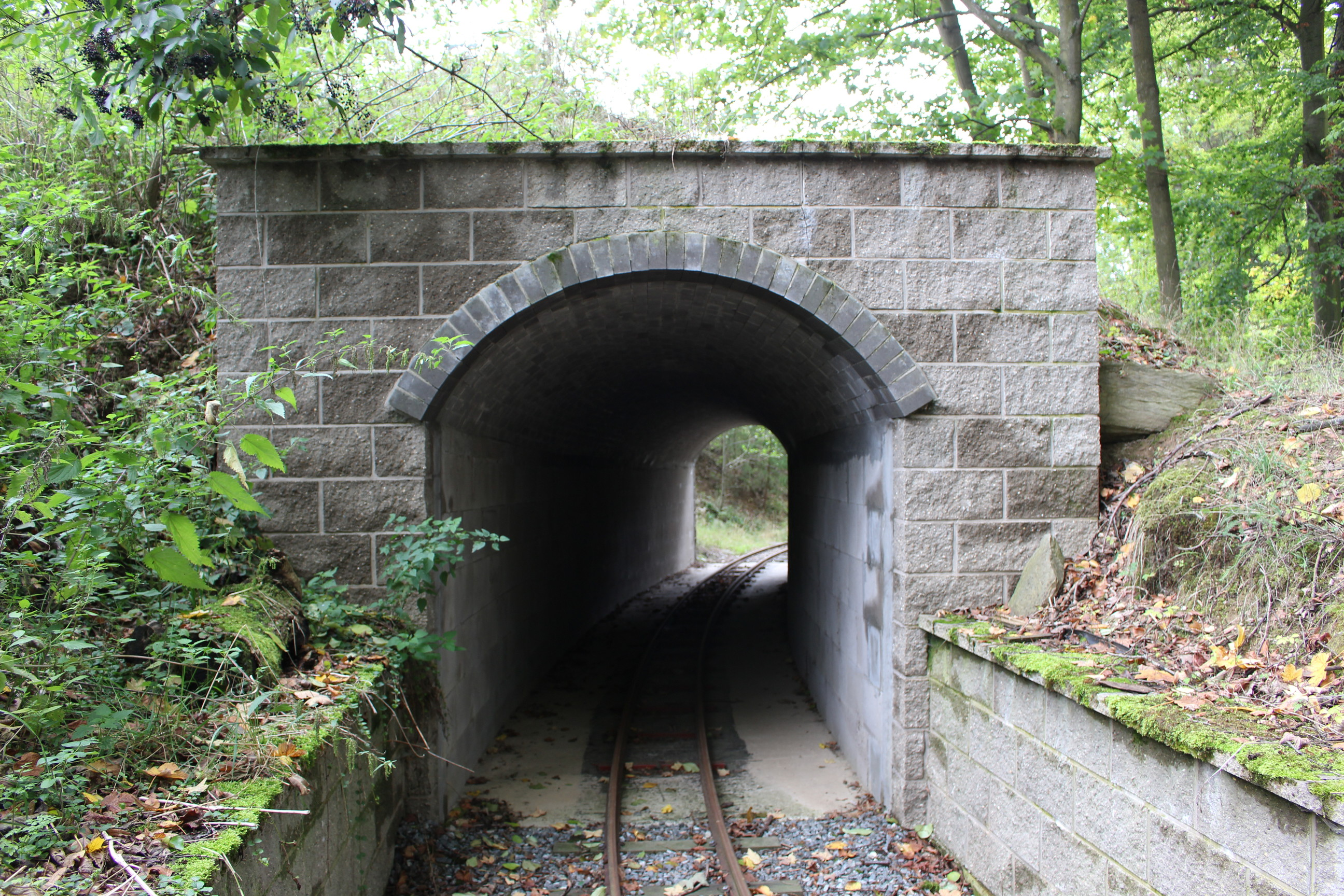
Zahradní železnice